# Szurti csata (2015)
A szurti csata egy 2015 tavaszán Líbiában Szurt környékén a Líbiai Fegyveres Erők és az Iraki és Levantei Iszlám Állam között vívott ütközetre utal. Az ISIL seregei 2015. február óta jelen voltak a városban, miután előzőleg Nofaliya területét elfoglalta. Miután ezt az ISIL serege megszerezte, a tripoli kormány úgy döntött, seregeket küld Szurt megvédése érdekében.

## A csata
A harcok 2015. március 14-én törtek ki az Iraki és Levantei Iszlám Állam valamint a Líbiai Fegyveres Erők között. Bár halálozási adatokat nem publikáltak, az alkonyatig tartó harcok a jelentések szerint sok sebesültet követeltek. A halottak közt volt Ahmed al-Rouissi az ISIL tunéziai parancsnoka is.
Március 18-án 12 tripoli oldalán harcoló katona halt meg. 10 Nofaliya, 2 Ben Jawad  területén.
Március 25-én az ISIL Szurttól 15 km-re nyugatra támadta meg a 166. Dandár egyik katonai ellenőrző pontját, ahol öt katonát ölt meg.
A következő két hónap során Szurt környékén elszórtan folytatódtak még a lövöldözések. mikoris ismét megtámadták a 166. dandár egyik ellenőrző pontját. A Líbiai Hajnal egyik munkatársa szerint az ISIL 23, a katonaság 1 emberét vesztette el. Május 28-án mikor a Líbiai Hajnal kivonult a területről, az ISIL elfoglalta Szurt mellett a majdnem teljesen elpusztított Ghardabiya Légi Bázist és a Nagy Emberalkotta Folyó vízi projektet. Az elkövetkező napokban az ISIL-nek várostól keletre, nyugatra és délre történt területszerzésére válaszul a Líbiai Hajnal a Szurttól 12 mérföldnyire nyugatra lévő támaszpontjaira vonult vissza.